# Horné Trhovište
Horné Trhovište es un municipio del distrito de Hlohovec en la región de Trnava, Eslovaquia, con una población estimada a final del año 2024 de 574 habitantes.
Se encuentra ubicado en el centro-este de la región, cerca del río Váh (cuenca hidrográfica del Danubio) y de la región de Nitra.

## Demografía
| Año        | 1994 | 2004    | 2014     | 2024    |
| ---------- | ---- | ------- | -------- | ------- |
| Población  | 578  | 548     | 604      | 574     |
| Diferencia |      | −5,19 % | +10,21 % | −4,96 % |

| Año        | 2023 | 2024    |
| ---------- | ---- | ------- |
| Población  | 578  | 574     |
| Diferencia |      | −0,69 % |